# Ruskovce (Sobrance)
Ruskovce je naseljeno mjesto u okrugu Sobrance u Košickom kraju u Slovačkoj.

## Stanovništvo
| Godina:     | 1993. | 2003.   | 2013.    | 2023.    |
| ----------- | ----- | ------- | -------- | -------- |
| Broj ljudi: | 236   | 241     | 268      | 236      |
| Razlika:    |       | +2,11 % | +11,20 % | -11,94 % |

| Godina:     | 2022. | 2023.   |
| ----------- | ----- | ------- |
| Broj ljudi: | 241   | 236     |
| Razlika:    |       | -2,07 % |

Prema podatcima o broju stanovnika iz 2023. godine naselje je imalo 236 stanovnika.

## Vanjske poveznice
|  | Zajednički poslužitelj ima još gradiva o temi Ruskovce (Sobrance) |

- Službena stranica naselja (sl.)